# III Giochi del Mediterraneo
I III Giochi del Mediterraneo si sono svolti a Beirut, Libano, dall'11 al 23 ottobre 1959.
All'edizione parteciparono 11 nazioni i cui 792 atleti gareggiarono in 106 eventi di 17 diverse discipline sportive.

## Nazioni partecipanti
Rep. Araba Unita
 Francia
 Grecia
 Italia
 Jugoslavia
 Libano
 Marocco
 Spagna
 Tunisia
 Turchia

## Programma
Il programma è stato il seguente.
| Sport              | Data                      |
| ------------------ | ------------------------- |
| Atletica leggera   | dal 16 al 22 ottobre 1959 |
| Pallacanestro      | 16 al 22 ottobre 1959     |
| Pugilato           | 14 al 16 ottobre 1959     |
| Ciclismo su strada | 13 ottobre 1959           |
| Ciclismo su pista  | 17, 20 e 22 ottobre 1959  |
| Equitazione        | dal 15 al 22 ottobre 1959 |
| Scherma            | dal 12 al 20 ottobre 1959 |
| Calcio             | da 12 ottobre 1959        |
| Ginnastica         | dal 18 al 19 ottobre 1959 |
| Lotta              | dal 17 al 22 ottobre 1959 |
| Nuoto              | dal 12 al 16 ottobre 1959 |
| Sollevamento pesi  | dal 12 al 13 ottobre 1959 |
| Tiro               | dal 12 al 21 ottobre 1959 |
| Pallavolo          | dal 12 al 15 ottobre 1959 |
| Vela               | dal 13 al 21 ottobre 1959 |

## Discipline sportive
- Atletica leggera (dettagli)
- Calcio (dettagli)
- Ciclismo (dettagli)
- Ginnastica artistica (dettagli)
- Lotta (dettagli)
- Nuoto (dettagli)
- Pallacanestro (dettagli)
- Pallanuoto (dettagli)
- Pallavolo (dettagli)
- Pugilato (dettagli)
- Scherma (dettagli)
- Sollevamento pesi (dettagli)
- Equitazione (dettagli)
- Tiro (dettagli)
- Tuffi (dettagli)
- Vela (dettagli)